# Hanna Pauli
Hanna Pauli (født Hirsch 13. januar 1864 i Stockholm; død 29. december 1940 i Solna) var en svensk kunstmaler.
Hanna Hirsch var datter af musikudgiveren Abraham Hirsch. Hun studerede først på August Malmströms kunstskole i Stockholm 1876-79 og derefter på Konstakademien, Kungliga Akademien för de fria konsterna.
Hun fortsatte sin uddannelse ved Académie Colarossi i Paris 1885-87, og i 1887 lykkedes det hende at få portrættet af sin finske kollega Venny Soldan-Brofeldt på Pariserudstillingen. Samme år giftede hun sig med kollegaen Georg Pauli, og de flyttede tilbage til Stockholm.
Som mange af sine mandlige malervenner fra Varbergskolen malede hun i 1880'erne genre- og landskabsmalerier, i 1890'erne nogle få symbolistiske billeder, men kom derefter især til at dyrke portrætmaleriet.
| - Hanna og Georg Pauli - Kunstneren Georg Pauli, Hanna Paulis mand - Georg og Hanna Pauli (gift 1887-1935, Georgs død) - Hanna mens de endnu var forlovede. Af Georg Pauli - Hanna Pauli 'i blå klänning' Af Georg Pauli, 1896 - Hanna Pauli (1906) i det store atelieret i Villa Pauli, bygget 1904 (sv) |

| - Malerier af Hanna Pauli - Vid Lampan, 1885, som gav hende en pris, en 'hertiglig medalj' - Portræt 1887. Finnen Venny Soldan (sv) På Pariserudstillingen samme år - Bord dækket til morgenmåltid, 1887 (sv) - Gerda, 1891 |

| - Malerier af Hanna Pauli - Verner von Heidenstam, 1896 - Vännerna, 1900-07 Navngivne personer fra vennekredsen - Bondepige fra Bayern, år? |